# Lucien Cailliet
Lucien Cailliet (parfois crédité Lucien Caillet) est un compositeur, arrangeur, orchestrateur, chef d'orchestre, clarinettiste, saxophoniste et pédagogue américain d'origine française, né le 22 mai 1891 à Dampierre-sur-Moivre (Marne), mort le 3 janvier 1985 à Los Angeles — Quartier de Woodland Hills (Californie).

## Biographie
Lucien Cailliet étudie la musique classique aux Conservatoires de Dijon et de Paris (où il obtient un premier prix de clarinette en 1913), apprenant entre autres le contrepoint auprès d'André Gedalge. 
En 1915, une tournée au sein d'un orchestre d'harmonie de l'armée française le mène aux États-Unis, où il s'installe définitivement en 1918. L'année suivante (1919), il intègre l'orchestre de Philadelphie comme clarinette basse (il en sera aussi saxophoniste et arrangeur) et y joue jusqu'en 1938, principalement sous la direction de Leopold Stokowski (et aussi d'Eugene Ormandy). Dans l'intervalle, en 1923, il est naturalisé américain.
S'établissant ensuite en Californie, il enseigne l'orchestration, le contrepoint et la direction d'orchestre à l'Université de Californie du Sud, entre 1938 et 1945 (précédemment, il avait déjà enseigné à l'Institut Curtis de Philadelphie).
Par ailleurs, dès 1938, il travaille à Hollywood comme arrangeur ou orchestrateur sur quarante-cinq films américains (souvent sans être crédité), le dernier sorti en 1957. Mentionnons L'Homme de la rue de Frank Capra (1941), Dieu est mort (1947) et La Charge héroïque (1949) de John Ford, La Terre des pharaons d'Howard Hawks (1955), Les Dix Commandements de Cecil B. DeMille (version de 1956), ou encore Règlements de comptes à OK Corral de John Sturges (son avant-dernier film comme orchestrateur, 1957).
De plus, il compose les musiques de vingt-deux films américains entre 1947 et 1955, dont Tripoli de Will Price (1950, avec John Payne et Maureen O'Hara), Le Trésor des Caraïbes d'Edward Ludwig (1952, avec John Payne et Arlene Dahl) et Nuit de terreur d'Andrew L. Stone (son dernier film comme compositeur, 1955, avec Jack Kelly et Vince Edwards).
En musique classique, il réalise notamment des arrangements pour orchestre d'harmonie (ainsi, du poème symphonique Finlandia de Jean Sibelius en 1939) et des orchestrations (comme celle en 1937 des Tableaux d'une exposition de Modeste Moussorgski). Il est également l'auteur de nombreuses compositions pour clarinette(s) (ex. : Fantaisie pour ensemble de clarinettes en 1962), saxophone(s) (ex. : Carnaval  pour quatuor de saxophones en 1963), orchestre d'harmonie (ex. : Festivity Overture  en 1955), ou grand orchestre (ex. : Memories of Stephen Foster en 1935), entre autres. On lui doit aussi une méthode pour saxophone (en) en deux volumes, publiés respectivement en 1941 et 1942.
En outre, durant sa carrière, Lucien Cailliet est le chef d'orchestre invité de plusieurs grands orchestres américains (tels celui de Philadelphie pré-cité ou l'orchestre philharmonique de Los Angeles). Citons encore l'orchestre d'harmonie d'Allentown (en) de 1934 à 1969 (comme directeur associé) et, comme chef principal, l'orchestre symphonique de Kenosha (Wisconsin), ville où il réside de 1957 à 1976. Enfin, il est le fondateur en 1965 (et premier directeur musical) du Cherry Hill Symphonic Band, actuellement dénommé Wind Symphony of Southern New Jersey (orchestre d'harmonie du sud New Jersey).
Parallèlement de 1957 à 1976, il occupe le poste de directeur musical, rédigeant du matériel pédagogique, et de directeur des publications musicales du fabricant G. Leblanc Corporation à Kenosha, place importante de fabrication des instruments à vents.

## Musiques de films

### Comme compositeur (intégrale)
- 1947 : Fun on a Week-End d'Andrew L. Stone (+ arrangeur et chef d'orchestre)
- 1948 : The Enchanted Valley de Robert Emmett Tansey
- 1948 : The Winner's Circle de Felix E. Feist (+ chef d'orchestre)
- 1948 : Harpoon d'Erwing Scott
- 1948 : Thunder in the Pines de Robert Gordon
- 1948 : Trouble Preferred de James Tinling
- 1949 : State Department : File 649 de Sam Newfield
- 1949 : Red Stallion in the Rockies de Sam Taylor
- 1949 : Special Agent de William C. Thomas
- 1950 : Dans les mers de Chine (Captain China) de Lewis R. Foster
- 1950 : Tripoli de Will Price
- 1951 : Le Dernier Bastion (The Last Outpost) de Lewis R. Foster
- 1951 : L'Or de la Nouvelle-Guinée (Crosswinds) de Lewis R. Foster
- 1952 : Le Trésor des Caraïbes (Caribbean) d'Edward Ludwig
- 1952 : Hong Kong de Lewis R. Foster
- 1952 : Confidence Girl d'Andrew L. Stone
- 1952 : La Forêt en feu (The Blazing Forest) d'Edward Ludwig (+ chef d'orchestre)
- 1953 : Sous les tropiques (Tropic Zone) de Lewis R. Foster
- 1953 : Sangaree d'Edward Ludwig
- 1953 : Courrier pour la Jamaïque (Jamaica Run) de Lewis R. Foster
- 1953 : La Ville sous le joug (The Vanquished) d'Edward Ludwig
- 1955 : Nuit de terreur (The Night Holds Terror) d'Andrew L. Stone

### Comme orchestrateur ou arrangeur (sélection)
- 1938 : Le Roi des gueux (If I Were King) de Frank Lloyd
- 1940 : Howard le révolté (The Howards of Virginia) de Frank Lloyd
- 1941 : L'Homme de la rue (Meet John Doe) de Frank Capra
- 1946 : Duel au soleil (Duel in the Sun) de King Vidor
- 1946 : Le Journal d'une femme de chambre (The Diary of a Chambermaid) de Jean Renoir
- 1947 : Dieu est mort (The Fugitive) de John Ford
- 1947 : Le deuil sied à Électre (Mourning Becomes Electra) de Dudley Nichols
- 1948 : Le Massacre de Fort Apache (Fort Apache) de John Ford (+ chef d'orchestre)
- 1948 : La Rivière rouge (Red River) d'Howard Hawks
- 1948 : Le Fils du désert (Three Godfathers) de John Ford (+ chef d'orchestre)
- 1949 : La Charge héroïque (She Wore a Yellow Ribbon) de John Ford
- 1952 : La Captive aux yeux clairs (The Big Sky) d'Howard Hawks
- 1952 : Maître après le diable (Hurricane Smith) de Jerry Hopper
- 1953 : Le Souffle sauvage (Blowing Wild) d'Hugo Fregonese
- 1953 : Sergent la Terreur (Take the High Ground !) de Richard Brooks
- 1955 : À l'ombre des potences (Run for Cover) de Nicholas Ray
- 1955 : La Terre des pharaons (Land of the Pharaohs) d'Howard Hawks
- 1956 : Les Dix Commandements (The Ten Commandments) de Cecil B. DeMille
- 1956 : Géant (Giant) de George Stevens
- 1957 : Règlements de comptes à OK Corral (Gunfight at the O.K. Corral) de John Sturges

## Autres œuvres musicales (sélection)

### Comme compositeur
- 1935 : Memories of Stephen Foster pour orchestre (+ arrangement pour orchestre d'harmonie)
- 1938 : Variations sur « Pop Goes the Weasel » pour orchestre (+ arrangement pour orchestre d'harmonie)
- 1949 : Rhapsodie pour violon et orchestre
- 1950 : Romantic Tone Poem (Poème symphonique romantique) pour orchestre
- 1955 : Divertissement pour trois clarinettes et piano ; Festivity Overture pour orchestre d'harmonie
- 1958 : Caprice sentimental pour clarinette et piano
- 1962 : Fantaisie pour ensemble de clarinettes
- 1963 : Carnaval pour quatuor de saxophones

### Comme orchestrateur ou arrangeur
- 1937 : Tableaux d'une exposition pour piano de Modeste Moussorgski, orchestration
- 1939 : Finlandia, poème symphonique de Jean Sibelius, arrangement pour orchestre d'harmonie
- 1948 : L'Apprenti sorcier, poème symphonique de Paul Dukas, arrangement pour orchestre d'harmonie